# Pont de la reine Louise
Le pont de la reine Louise (en allemand : Königin-Luise-Brücke, en russe : Мост Королевы Луизы, en lituanien : Karalienės Luizos tiltas) est un pont automobile qui relie la ville de Sovetsk  en Russie (anciennement Tilsit en province de Prusse-Orientale) à Panemunė en Lituanie (anciennement Übermemel en Prusse-Orientale) et qui franchit le fleuve Niémen marquant la frontière entre les deux pays. 
Le pont a été nommé en l'honneur de la reine Louise de Prusse (1776-1810) pour marquer le centenaire de la paix de Tilsit (1807). Il est la partie finale de la route fédérale A216.

## Histoire
Le pont fut construit entre 1904 et 1907 à la place d'un ancien pont-levant. La cérémonie d'ouverture du pont eut lieu le 18 octobre 1907 en présence du prince Frédéric-Guillaume de Prusse. Une médaille fut frappée à cette occasion.
Les deux côtés du pont furent ornés de portails. Celui du côté sud (aujourd'hui en Russie) fut décoré de bas-reliefs représentant la reine Louise et de lui du côté nord (aujourd'hui en Lituanie) des armes de la province de Prusse-Orientale, disparues désormais.
Après la Première Guerre mondiale, le pont s'est trouvé à la frontière entre le territoire de Memel et l'État libre de Prusse, faisant partie de l'Allemagne de la république de Weimar. On construisit un poste de contrôle. En 1939, la frontière fut abolie, lorsque le territoire de Memel fit partie de l'Allemagne. Du 1er mai 1941 à 1944, on y fit passer la ligne de tramway électrique qui disparut après la guerre.
La Wehrmacht fit sauter le milieu du pont, le 22 octobre 1944, pour arrêter la progression de l'Armée rouge. Le portail Nord fut endommagé. 
Après la guerre, le pont se trouva en URSS, selon les accords de Potsdam, et la population allemande fut expulsée et remplacée par des citoyens des républiques soviétiques, en majorité lituaniens et russes. Tilsit fut renommée Sovetsk et Übermemel, Panemunė.
Les travaux de restauration débutèrent en 1947 et en 1965 des arches de béton armé remplacèrent les arches de bois. On mit des bas-reliefs avec les armes de l'Union soviétique et on ôta ceux de la reine Louise. De quatre piles, on passa à sept.
Lorsque l'URSS disparut, le pont redevint, comme entre 1918 et 1939, un pont transfrontalier. Il franchit désormais la frontière entre la Lituanie et la Russie. De nouveaux travaux de restauration ont été entrepris depuis 1991. Les armes soviétiques ont été enlevées en 1995 et les bas-reliefs de la reine Louise restaurées. La plus grande partie des travaux a été accomplie entre 2002 et 2003 du côté russe, avec la mise en place d'un nouveau système d'illumination.

## Images

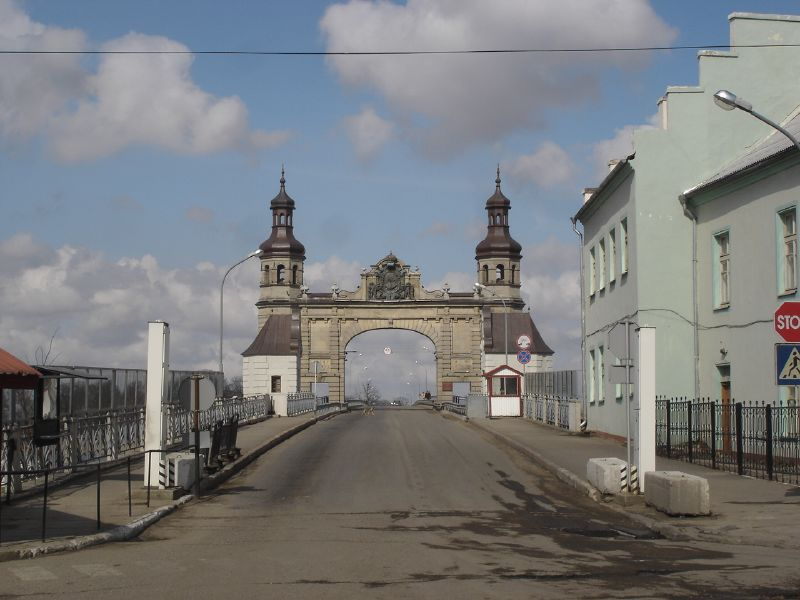
Vue du portail en 2006
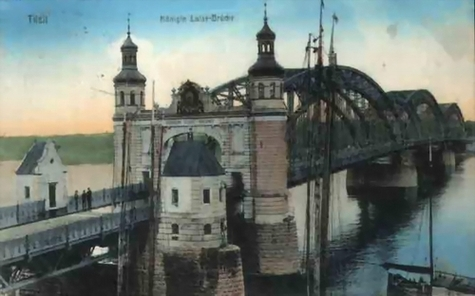
Carte postale de l'ancien pont

## Sources
- Revue allemande Eisenbahn Kurier N°52, p.45 1999.